# Needles and Pins/Saturday Night Out
Needles and Pins/Saturday Night Out è il quarto singolo dei The Searchers, pubblicato nel 1964. Il brano è stato scritto da Sonny Bono e Jack Nitzsche per Jackie DeShannon.
Quando i Searchers sentirono Cliff Bennett eseguire questa canzone in un club ad Amburgo, decisero che doveva essere il loro singolo successivo.

## Tracce
Lato A
1. Needles and Pins – 2:14 (Sonny Bono/Jack Nitzsche)

Lato B
1. Saturday Night Out – 1:45 (Mark Anthony/Robert Richards)

## Accoglienza
Nel 1964 la versione dei Searchers raggiunge la posizione n. 13 nella Billboard Hot 100 negli USA.

## Cover
- Ne è stata fatta una cover dai Ramones nell'album del 1978 Road to Ruin
- da Tom Petty con una versione live per l'album Pack up the Plantation: Live!
- dagli Smokies nel 1977
- dai Megadeth che ne hanno fatto un campione da usare come introduzione per la canzone Use the Man dall'album del 1997 Cryptic Writings.